# Five Eyes
Five Eyes (укр. П'ять очей; FVEY) — розвідувальний альянс, до якого входять такі країни: Австралія, Канада, Нова Зеландія, США та Сполучене Королівство.
Ці країни, з подібною системою загального права, є учасниками багатосторонньої угоди UKUSA, договору про спільну радіотехнічну розвідувальну діяльність.
Витоки FVEY можна простежити з періоду після Другої світової війни, коли Антигітлерівська коаліція підписала Атлантичну хартію для досягнення певних цілей у повоєнному періоді. Протягом холодної війни FVEY розробила систему ECHELON для спостереження за зв'язками Радянського Союзу та Східного блоку, хоча зараз вона використовується для моніторингу мільярдів приватних комунікацій по всьому світу.
Наприкінці 1990-х існування ECHELON було розкрито для громадськості, що викликало серйозні дебати в Європейському парламенті та, меншою мірою, на конгресі Сполучених Штатів. У рамках зусиль, що проводяться в ході «Війни проти терору» з 2001 року, FVEY також розширив можливості спостереження, приділяючи значну увагу моніторингу Всесвітньої павутини. Колишній підрядник АНБ Едвард Сноуден назвав «П'ять очей» «наднаціональною розвідувальною організацією, яка не відповідає відомим законам своїх країн». Документи, оприлюдені Сноуденом у 2013 році, показали, що FVEY шпигує за громадянами держав-членів та передає зібрану інформацію один одному, щоб обійти обмежувальні внутрішні норми щодо нагляду за громадянами.
Незважаючи на тривалу суперечку щодо своїх методів спостереження, FVEY залишається однією з найвідоміших шпигунських альянсів в історії.

## Загальний огляд

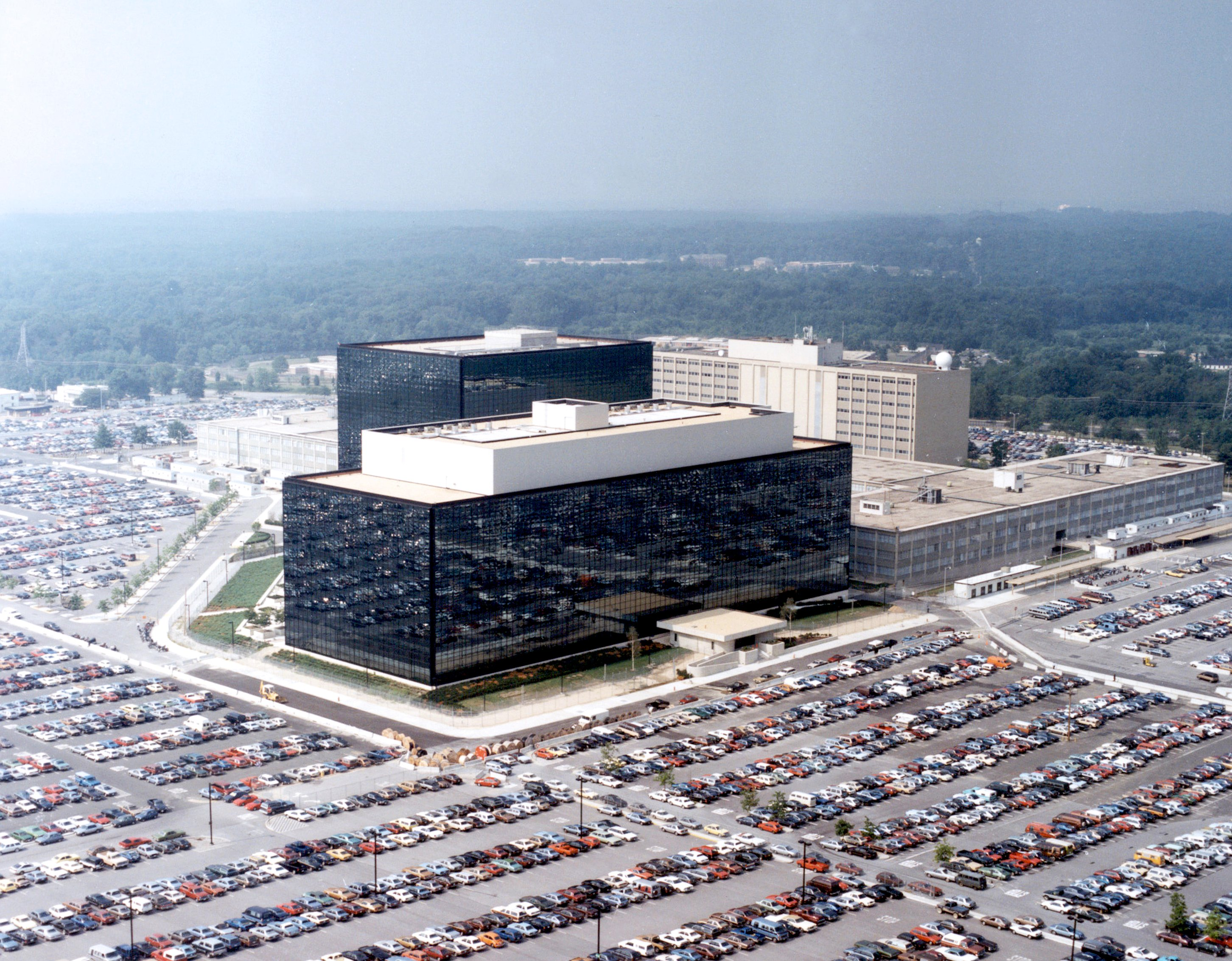
Штаб-квартира АНБ, Форт Мід, штат Меріленд, США

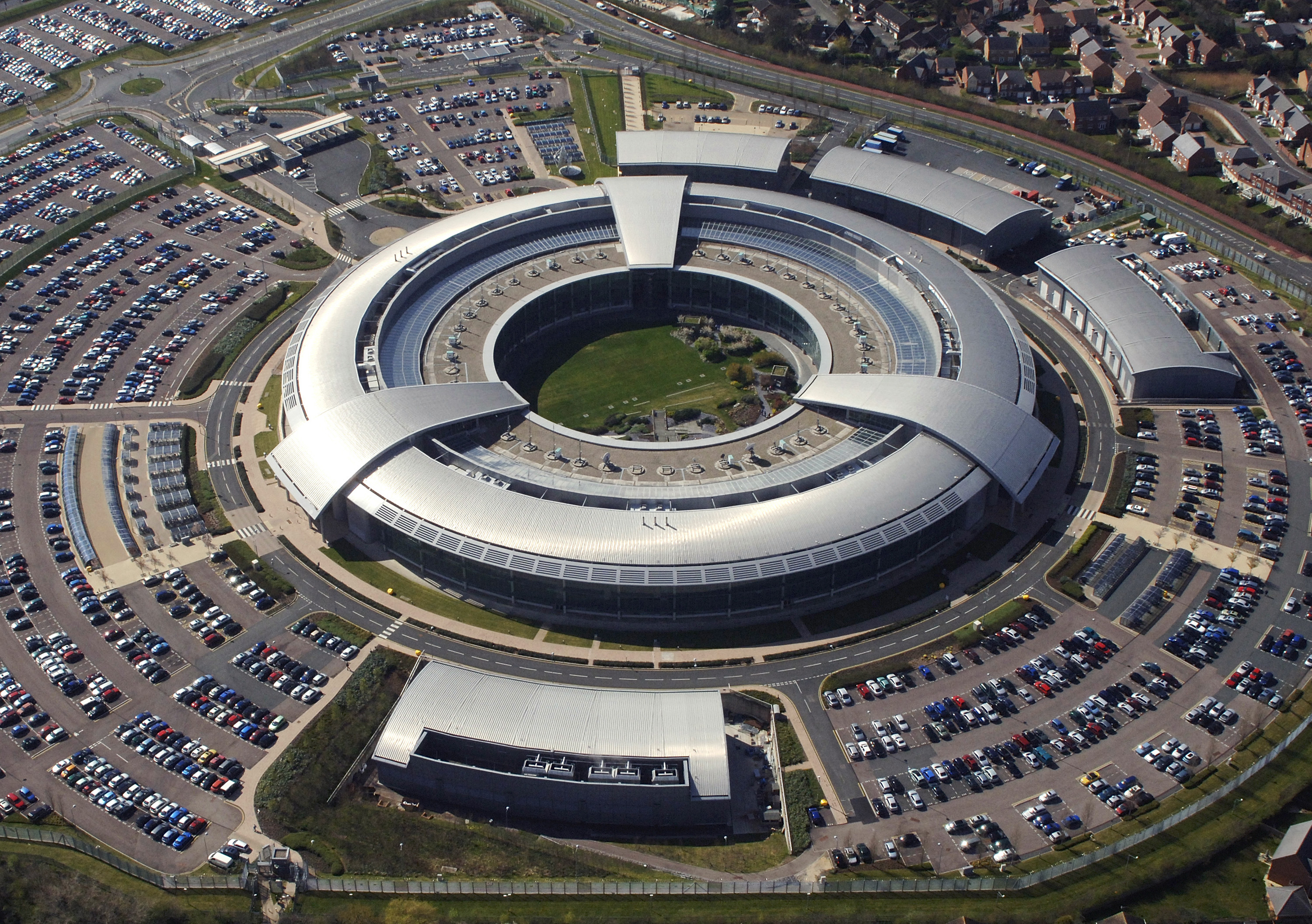
Штаб-квартира ЦУЗ, Челтнем, Глостершир, Велика Британія

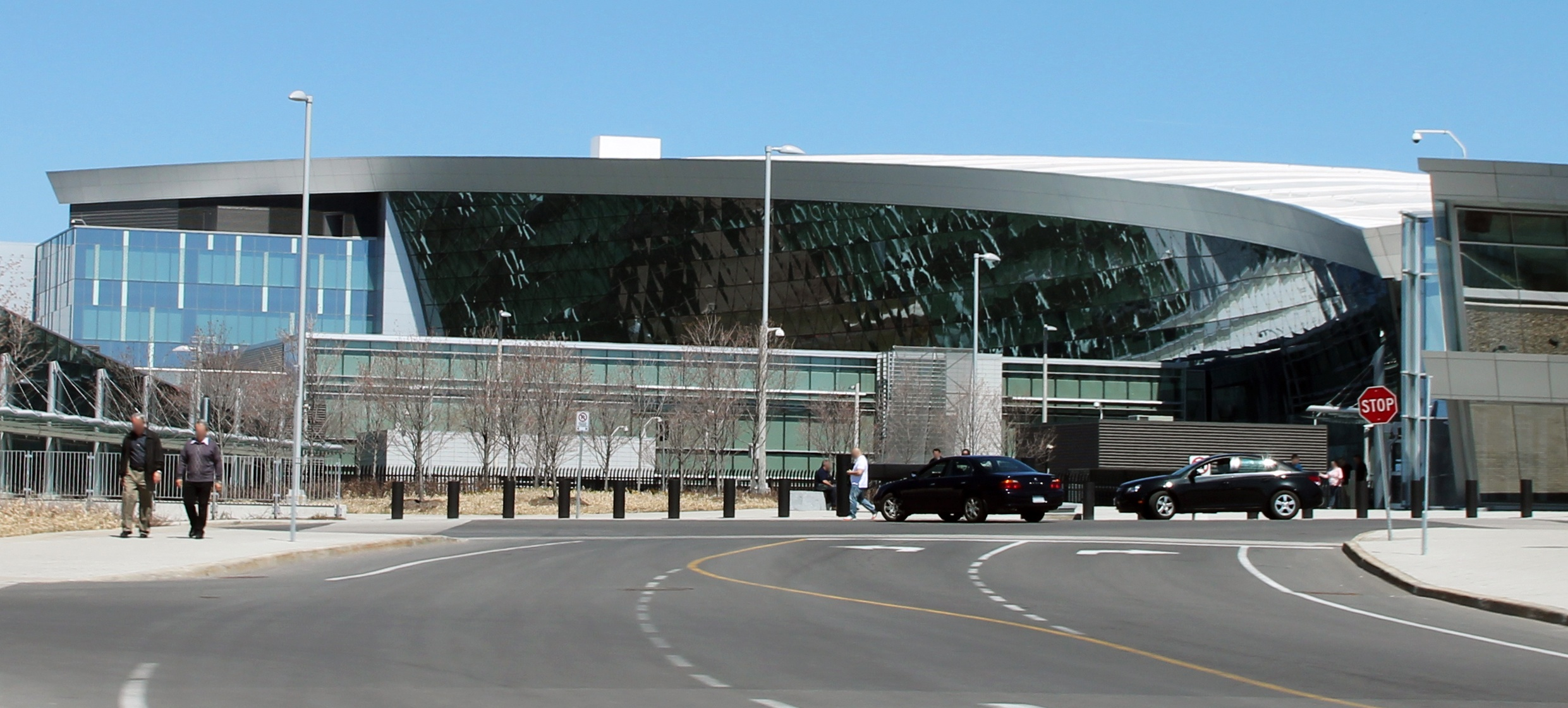
Центр безпеки комунікацій, Оттава, Онтаріо, Канада

Оскільки оброблені дані збирається з різних джерел, обмін розвідками не обмежується радіоелектронною розвідкою (SIGINT) і часто включає в себе воєнну розвідку, а також агентурну розвідку (HUMINT) та геопросторову розвідку (GEOINT). У наведеній нижче таблиці наведено огляд більшості агентств FVEY, які беруть участь у таких формах обміну даними.
| Країна          | Служба                                                | Абревіатура | Роль                     |
| --------------- | ----------------------------------------------------- | ----------- | ------------------------ |
| Австралія       | Австралійська секретна розвідувальна служба           | ASIS        | HUMINT                   |
| Австралія       | Управління радіотехнічної оборони Австралії           | ASD         | SIGINT                   |
| Австралія       | Австралійська служба безпеки і розвідки               | ASIO        | Розвідка безпеки         |
| Австралія       | Австралійська геопросторово-розвідувальна організація | AGO         | GEOINT                   |
| Австралія       | Оборонна розвідувальна організація                    | DIO         | Воєнна розвідка          |
| Канада          | Канадське командування розвідувальних сил             | CFINTCOM    | Воєнна розвідка          |
| Канада          | Центр безпеки комунікацій                             | CSE         | SIGINT                   |
| Канада          | Канадська служба безпеки й розвідки                   | CSIS        | HUMINT, Розвідка безпеки |
| Канада          | Канадське командування розвідувальних сил             | CFINTCOM    | GEOINT                   |
| Нова Зеландія   | Управління оборонної розвідки та безпеки              | DDIS        | Воєнна розвідка          |
| Нова Зеландія   | Служба безпеки урядових комунікацій                   | GCSB        | SIGINT                   |
| Нова Зеландія   | Служба розвідки безпеки Нової Зеландії                | NZSIS       | HUMINT                   |
| Велика Британія | Воєнна розвідка Великої Британії                      | DI          | Воєнна розвідка          |
| Велика Британія | Центр урядового зв'язку                               | GCHQ        | SIGINT                   |
| Велика Британія | MI5                                                   | MI5         | Розвідка безпеки         |
| Велика Британія | Таємна служба розвідки                                | MI6, SIS    | HUMINT                   |
| США             | Центральне розвідувальне управління                   | CIA         | HUMINT                   |
| США             | Розвідувальне управління Міністерства оборони США     | DIA         | Воєнна розвідка          |
| США             | Федеральне бюро розслідувань                          | FBI         | Розвідка безпеки         |
| США             | Національне агентство геопросторової розвідки         | NGA         | GEOINT                   |
| США             | Агентство національної безпеки                        | NSA         | SIGINT                   |

## Історія

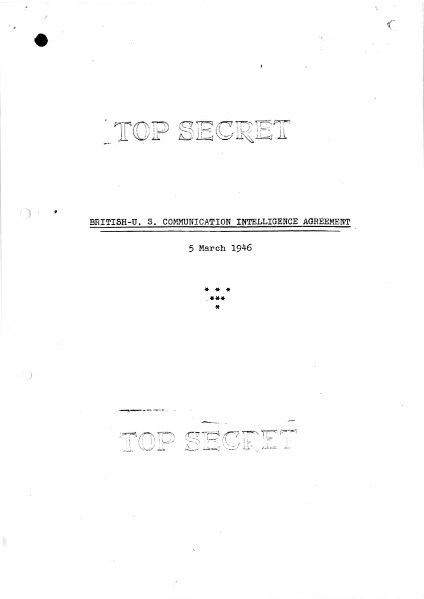
Титульна сторінка першої версії секретної угоди UKUSA у 1946 році, яка була оприлюднена в 2011 році.

### Походження (1940-1950-і роки)
Витоки FVEY можна простежити тоді, коли Атлантична хартія була підписана Антигітлерівською коаліцією для досягнення певних цілей у повоєнному періоді. 17 травня 1943 року уряди Великої Британії та США підписали угоду про співпрацю між Військовим міністерством США та Урядовою школою кодів і шифрів Великої Британії, також відомої як Угода Бруса. 5 березня 1946 року секретний договір був офіційно оформлений як Угода UKUSA, яка лягла основою для співпраці між Агентством національної безпеки і Центром урядового зв'язку, яка діє і по сьогоднішній день.
У 1948 році цей договір поширювався на Канаду, згодом до угоди додались Норвегія (1952 рік), Данія (1954 рік), Західна Німеччина (1955), Австралія (1956), Нова Зеландія (1956). Ці країни брали участь у альянсі як «треті сторони». У 1955 офіційний статус країн, що залишилися у союзі був офіційно затверджений у новій версії Угоди UKUSA, яка містила таке твердження:
На цей раз лише Канада, Австралія та Нова Зеландія будуть розглядатися як країни-учасниці Співдружності, що співпрацюють з UKUSA.
Термін Five Eyes є скороченням від «AUS/CAN/NZ/UK/US EYES ONLY» (AUSCANNZUKUS).

### Холодна війна (1950-90-ті роки)
Під час холодної війни Центр урядового зв'язку та Агентство національної безпеки займались спільною розвідкою в Радянському Союзі, Китайській Народній Республіці та деяких країнах Східної Європи (відомі як Exotics). Протягом кількох десятиліть була розроблена мережа ECHELON для спостереження за військовими та дипломатичними зв'язками Радянського Союзу та Східного блоку.
Під час В'єтнамської війни агенти Австралії та Нової Зеландії в Азіатсько-Тихоокеанському регіоні працювали безпосередньо для підтримки Сполучених Штатів, тоді як оператори Центру урядового зв'язку, розташовані в (тодішній) британській колонії Гонконгу, мали завдання контролювати Північно-В'єтнамські системи ППО. Під час Фолклендської війни британці отримували секретні дані про від своїх союзників у FVEY, таких як Австралія, а також від третіх сторін, таких як Норвегія та Франція. Після закінчення війни в Перській затоці, співробітник Австралійської секретної розвідувальної служби (АСІС) використовував дані Таємної служба розвідки (SIS) для прешкоджання роботи кувейтських урядових установ.
У 1953 році SIS та ЦРУ спільно організували переворот в Ірані, а у 1960-х рр. - вбивство прем'єр-міністра Демократичної Республіки Конго Патріса Лумумби. У 1970-х роках АСІС та ЦРУ спільно організували повалення президента Чилі Сальвадора Альєнде. Під час подій на площі Тяньаньмень 1989 року, SIS та ЦРУ брали участь у операції Yellowbird, щоб врятувати дисидентів від китайського режиму.

### Розкриття інформації про мережу ECHELON (1988—2000)

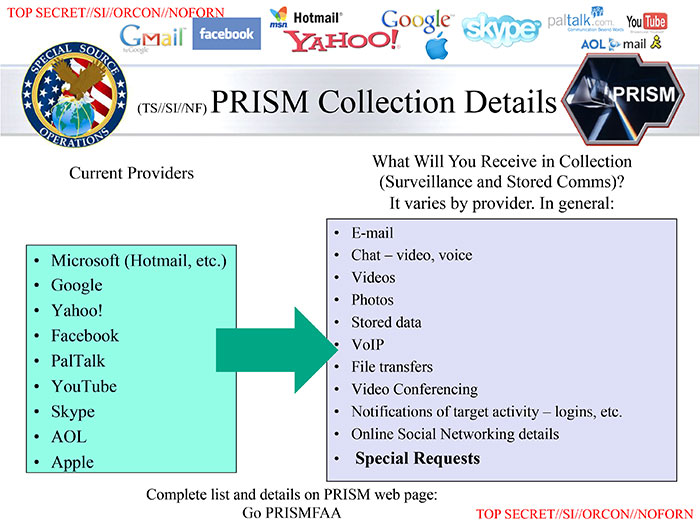
Принцип збору інформації PRISM

До кінця 20-го століття мережа спостереження ECHELON перетворилася на глобальну систему, здатну розшифрувати масові приватні та комерційні повідомлення, включаючи телефонні дзвінки, факс, електронну пошту та інший трафік даних. Це було зроблено шляхом перехоплення носіїв зв'язку, таких як супутникова передача та комутовані телефонні мережі загального користування.
У Five Eyes є два типи методів збору інформації: програма PRISM і система збору даних Upstream. Програма PRISM збирає інформацію про користувачів з технологічних фірм, таких як Google, Apple та Microsoft, а система Upstream збирає інформацію безпосередньо з повідомлень цивільних осіб через волокно-оптичні кабелі та інфраструктуру. У 1988 році Данкан Кемпбелл виявив у New Statesman існування ECHELON та продовження угоди UKUSA про глобальні сигнальні розвідки [Sigint]. У творі «Хтось слухає» докладно описано, як операції підслуховування використовувались не лише в інтересах «національної безпеки», а для корпоративного шпигунства на користь американським бізнес-інтересам. Частина інформації пройшла практично непомітно поза журналістськими колами. У 1996 році докладний опис ECHELON був представлений новозеландською журналісткою Нікі Хагер у книзі під назвою «Таємна влада — роль Нової Зеландії в міжнародній шпигунській мережі», яку Європейський Парламент цитував у доповіді 1998 року «Оцінка технологій політичного контролю» (PE 168.184). 16 березня 2000 року Парламент закликав до прийняття резолюції про Five Eyes та їх мережу спостереження ECHELON, яка вимагала б «повного демонтажу ECHELON».
Через три місяці Європейський парламент створив комітет для розслідування мережі спостереження ECHELON. Проте, на думку ряду європейських політиків, таких як Esko Seppänen, цим розслідуванням перешкоджала Європейська Комісія.
У Сполучених Штатах законодавець конгресу попередив, що система ECHELON може використовуватися для спостереження за громадянами США. 14 травня 2001 року уряд США скасував всі зустрічі з Тимчасовим комітетом щодо ECHELON.
Згідно з повідомленням BBC у травні 2001 року, «уряд США все-таки відмовляється визнати, що ECHELON навіть існує».

### Війна проти тероризму (з 2001 року)
Після терористичного акту 11 вересня на Всесвітній торговий центр та Пентагон можливості Five Eyes значно зросли в рамках глобальної війни проти терору.
Під час підготовки до війни в Іраку, Five Eyes прослуховувала повідомлення інспектора ООН з озброєнь Ганса Блікса. Офіс генерального секретаря ООН Кофі Аннана теж був оснащений «жучками» для прослуховуння британськими агентами. Five Eyes підтримувала дії, спрямовані на посилення підслуховування делегацій ООН шести країн в рамках кампанії «брудних трюків», спрямованих на застосування тиску на ці шість країн для голосування за використання сили проти Іраку.
SIS і ЦРУ співпрацювали з правителем Лівії Муаммаром Каддафі, щоб шпигувати за лівійськими дисидентами на Заході в обмін на дозвіл використовувати Лівію як базу для термінових передач даних.
Починаючи з 2010 року, Five Eyes також мають доступ до SIPRNet, секретної версії інтернету уряду США.
У 2013 році документи, які були оприлюдені колишнім підрядником АНБ Едвардом Сноуденом, виявили існування численних програм спостереження, які спільно працюють з Five Eyes. Наступний список включає в себе кілька відомих прикладів, про які повідомлялося в ЗМІ:
- PRISM — керується АНБ разом з ЦУЗ та ASD[53][54]

- XKeyscore — керується АНБ спільно з ASD та ЦУЗ[55]

- Tempora — керується ЦУЗ з внесками АНБ[56][57]

- MUSCULAR — керується ЦУЗ та АНБ[58]

- STATEROOM — керується ASD, ЦРУ, CSE, ЦУЗ та АНБ[59].

У березні 2014 року Міжнародний Суд (ICJ) наказав Австралії припинити шпигунство у Східному Тиморі. Вперше суд накладає такі обмеження на члена FVEY.

## Скандали щодо спільного шпигунства
В останні роки документи FVEY показали, що вони навмисно шпигують за громадянами один одного та діляться зібраною інформацією один з одним, щоб обійти обмежувальні внутрішні положення про шпигунство. Шамі Чакрабарті, директор адвокатської групи Liberty, стверджує, що альянс FVEY підвищує здатність держав-членів «субконтрактувати свою брудну роботу» один одному. Колишній підрядник АНБ Едвард Сноуден назвав FVEY «наднаціональною розвідувальною організацією, яка не відповідає законам своїх країн».
В результаті розкриття інформації Сноудена, альянс FVEY став предметом обговорення у певних країнах:
 Канада: Наприкінці 2013 року канадський федеральний суддя Річард Мозлі рішуче заборонив Канадській службі безпеки й розвідки (CSIS) надавати дозвіл зарубіжним партнерам стежити за канадцями. У судовому рішенні, яке описане на 51 сторінці стверджується, що CSIS та інші канадські федеральні відомства незаконно залучили союзників FVEY до глобальних спостережень.
 Нова Зеландія: У 2014 році парламент Нової Зеландії вимагав від Служби розвідки безпеки Нової Зеландії та Служби безпеки урядових комунікацій Нової Зеландії надати інформацію про грошові внески від членів альянсу FVEY. Обидві відомства відмовились розкривати будь-яку інформацію, що стосується FVEY. Лідер лейбористської партії Девід Кунліфф заявив, що громадськість має право бути поінформованою.
 Європейський Союз. На початку 2014 року Комітет Європейських Парламентів з питань громадянських свобод, юстиції та внутрішніх справ випустив проект звіту, який підтвердив, що розвідувальні органи Нової Зеландії та Канади співпрацювали з АНБ за програмою Five Eyes та, можливо, активно поширювали між собою дані про громадян ЄС.

## Перелік цілей спостереження FVEY
Наступний список містить кілька цілей FVEY, які є публічними діячами в різних галузях.
- Чарлі Чаплін (MI5, ФБР)[69][70]
- Стром Термонд[18][71][72]
- Нельсон Мандела (ЦРУ, MI6)[73][74][75][76]
- Джейн Фонда (АНБ, ЦУЗ)[77][78]
- Алі Хаменеї (ЦУЗ, АНБ)[79]
- Джон Леннон (MI5, ФБР)[80][81][82][83]
- Егуд Ольмерт (ЦУЗ, АНБ)[84]
- Сусіло Бамбанг Юдойоно (ASD, АНБ)[85][86]

- Ангела Меркель[87][88][89]

- Діана, принцеса Уельська (АНБ, ЦУЗ)[90][91][92]
- Кім Дотком (ФБР, ЦУЗ)[93][94]

### Відомі організації

#### Авіакомпанії
- Аерофлот (Росія)[95]

#### Мережі мовлення
- Аль-Джазіра (Катар)[96]

#### Фінансові установи
- MasterCard (США)[97]

- SWIFT[97]

- Visa Inc. (США)[97]

#### Багатонаціональні корпорації
- Thales Group (Франція)[98]

#### Нафтові корпорації
- Petrobras (Бразилія)[99]

- Total (Франція)[98]

#### Пошукові системи
- Google (США)[100]

- Yahoo! (США)[101]

#### Телекомунікаційні оператори
- Alcatel-Lucent (Франція)[102]

- Proximus Group (Бельгія)[103]

- Pacnet (Гонконг)[104]

#### ООН
- Генеральна Асамблея Організації Об'єднаних Націй[105]

- Інститут Організації Об'єднаних Націй з дослідження проблем роззброєння[106]

- Дитячий фонд ООН[107]

- Програма розвитку Організації Об'єднаних Націй[107]

- Міжнародне агентство з атомної енергії[108]

#### Університети
- Університет Цінхуа (Китай)[109]

- Фізичний інститут ім. Рака в Єврейському університеті[106]